# Merrillia caloxylon
Espèce
Synonymes
- Murraya caloxylon Ridl.[1] [2]

Statut de conservation UICN

 VU B1+2c : Vulnérable
Merrillia caloxylon est une espèce de plantes de la famille des Rutaceae.

## Publication originale
- The Philippine Journal of Science. Section C, Botany 13: 337. 1919.